# L'Arbre sous la mer
L'Arbre sous la mer és una pel·lícula francesa de Philippe Muyl estrenada el 1985 basada en la novel·la de Nikos Athanassiadis.

## Sinopsi
Mathieu, un geòleg que visita una illa grega, estudia un arbre petrificat. S'enamora de l'Eléni, una jove misteriosa. Salvatge, de vegades desapareix al mar a la nit.

## Repartiment
- Christophe Malavoy : Mathieu
- Eleni Dragoumi : Eléni
- Julien Guiomar : Thomas
- Yavuz Özkan : Thomas

## Producció
Fou exhibida a la secció de Nous Realitzadors del Festival Internacional de Cinema de Sant Sebastià 1984.